# Galaxie naine de la Machine pneumatique
La galaxie naine de la Machine pneumatique est une galaxie naine sphéroïdale qui semble faire partie de notre Groupe local. Elle fut découverte en 1985 par H. G. Corwin, A. de Vaucouleurs et G. de Vaucouleurs, mais sa possible appartenance au Groupe local ne fut établie qu’en 1997 par Alan Whiting (en) et George Hau et Mike Irwin.
Distante d'environ 1,28 Mpc (∼4,17 millions d'al) du système solaire, la galaxie naine de la Machine pneumatique est un membre du sous-groupe de NGC 3109 qui, avec Sextans A et Sextans B, se situe en bordure du Groupe local et il est difficile de dire à l’heure actuelle s’il en fait réellement partie ou s’il s’agit d’un proche voisin.